# Whitehall (falu, New York)
Whitehall település az Amerikai Egyesült Államok New York államában, Washington megyében. Lakosainak száma 2465 fő (2020. április 1.).

## Népesség
A település népességének változása:
| Lakosok száma | 2616 | 2614 | 2465 |
|               | 2000 | 2010 | 2020 |